# Værelse 304
|  | Denne artikel er oprettet af botten PalnaBot ud fra en ekstern database. Den kan derfor have sproglige fejl eller mangler. Denne skabelon kan fjernes efter kontrol af indholdet. |

Værelse 304 er en film instrueret af Birgitte Stærmose efter manuskript af Kim Fupz Aakeson.

## Handling
I løbet af tre dage krydser ni forskellige skæbner hinanden på et hotel i Købehavn. En hotelmanager gør status over en meningsløs tilværelse - med forfærdelige konsekvenser for ikke blot ham selv, men også hans kone og elskerinde. En spansk stewardesse leder efter intimiteten og finder den på en noget uventet måde. En reserveret receptionist bliver tvunget ud af sin isolation af en chokerende oplevelse. En albansk flygtning får endelig mulighed for at hævne sin kone, men ender i stedet med at opdage en overraskende side af sig selv. Samtidig bevæger to filippinske rengøringsdamer sig nærmest ubemærket rundt i hotellets mørke korridorer. Et skud sætter fortællingen i gang, og alt imens en tilsyneladende herreløs pistol skifter hænder, baner den ene historie vejen for den næste. Mennesker mødes i afsondrethed, deres inderste hemmeligheder bliver afsløret og deres skæbner opslugt i en dramatisk skildring af kærlighed og længsel.